# Lista de árbitros de finais da Copa do Mundo de Clubes da FIFA
Este artigo traz uma lista com todos os nomes de árbitros de futebol que apitaram as partidas finais das Copas dos Mundo de Clubes da FIFA.

## Lista de Árbitros
| Ano  | Árbitro               | Estádio                           | Local          | Partida                                                |
|      |                       |                                   |                |                                                        |
| 2000 | Dick Jol              | Estádio Mario Filho               | Rio de Janeiro | CR Vasco da Gama (3) 0 x 0 (4) SC Corinthians Paulista |
| 2005 | Benito Archundia      | Estádio Internacional de Yokohama | Yokohama       | São Paulo FC 1 x 0 Liverpool FC                        |
| 2006 | Carlos Batres         | Estádio Internacional de Yokohama | Yokohama       | SC Internacional 1 x 0 FC Barcelona                    |
| 2007 | Marco Rodríguez       | Estádio Internacional de Yokohama | Yokohama       | CA Boca Juniors 2 x 4 AC Milan                         |
| 2008 | Ravshan Irmatov       | Estádio Internacional de Yokohama | Yokohama       | LDU Quito 0 x 1 Manchester United FC                   |
| 2009 | Benito Archundia      | Zayed Sports City Stadium         | Abu Dhabi      | Estudiantes de La Plata 1 x 2 FC Barcelona             |
| 2010 | Yuichi Nishimura      | Zayed Sports City Stadium         | Abu Dhabi      | TP Mazembe 0 x 3 FC Internazionale                     |
| 2011 | Ravshan Irmatov       | Estádio Internacional de Yokohama | Yokohama       | FC Barcelona 4 x 0 Santos FC                           |
| 2012 | Cüneyt Çakır          | Estádio Internacional de Yokohama | Yokohama       | SC Corinthians Paulista 1 x 0 Chelsea FC               |
| 2013 | Sandro Ricci          | Stade de Marrakech                | Marrakech      | Bayern de Munique 2 x 0 Raja Casablanca                |
| 2014 | Walter López          | Stade de Marrakech                | Marrakech      | Real Madrid CF 2 x 0 CA San Lorenzo                    |
| 2015 | Alireza Faghani       | Estádio Internacional de Yokohama | Yokohama       | CA River Plate 0 x 3 FC Barcelona                      |
| 2016 | Janny Sikazwe         | Estádio Internacional de Yokohama | Yokohama       | Real Madrid CF 4 x 2 Kashima Antlers FC                |
| 2017 | Cesar Ramos           | Zayed Sports City Stadium         | Abu Dhabi      | Real Madrid CF 1 x 0 Grêmio FBPA                       |
| 2018 | Jair Marrufo          | Zayed Sports City Stadium         | Abu Dhabi      | Real Madrid CF 4 x 1 Al Ain FC                         |
| 2019 | Abdulrahman Al Jassim | Khalifa Stadium                   | Doha           | Liverpool FC 1 x 0 CR Flamengo                         |
| 2020 | Esteban Ostojich      | Estádio da Cidade da Educação     | Doha           | Bayern de Munique 1 x 0 Tigres UANL                    |
| 2021 | Chris Beath           | Estádio Mohammed Bin Zayed        | Abu Dhabi      | Chelsea 2 x 1 Palmeiras                                |
| 2022 | Anthony Taylor        | Estádio Príncipe Moulay Abdellah  | Rabat          | Real Madrid CF 5 x 3 Al Hilal SFC                      |
| 2023 | Szymon Marciniak      | Cidade dos Esportes Rei Abdullah  | Jidá           | Manchester City FC 4 x 0 Fluminense FC                 |
| 2024 | Jesús Valenzuela      | Estádio Nacional de Lusail        | Lusail         | Real Madrid CF 3 x 0 CF Pachuca                        |
| 2025 | Alireza Faghani       | MetLife Stadium                   | Nova Jérsei    | Chelsea FC x Paris Saint-Germain FC                    |
| 2025 |                       |                                   |                |                                                        |

### Estatísticas

#### Por País
| País           | # Finais |
| -------------- | -------- |
| México         | 4        |
| Guatemala      | 2        |
| Uzbequistão    | 2        |
| Austrália      | 2        |
| Países Baixos  | 1        |
| Japão          | 1        |
| Turquia        | 1        |
| Brasil         | 1        |
| Irã            | 1        |
| Zâmbia         | 1        |
| Estados Unidos | 1        |
| Qatar          | 1        |
| Uruguai        | 1        |
| Inglaterra     | 1        |
| Polônia        | 1        |
| Venezuela      | 1        |

Mais Finais Apitadas
| Árbitro                          | Torneios              | Número de Finais |
| Ravshan Irmatov Benito Archundia | 2008, 2011 2005, 2009 | 2                |